# Антони Рикев
Антони Рикев (WahTony) е български музикант, композитор и продуцент.

## Музикална кариера
Започва да свири на пиано от четиригодишен. Завършва Националното училище по изкуствата в Русе (2000) със специалност класическа китара, a впоследствие – Музикална академия „Проф. Панчо Владигеров“ в София, специалност поп и джаз китара, където се дипломира като магистър (2005).
Още през гимназиалните години WahTony участва в клубни формации в Русе. Начална популярност добива като китарист на групата Ahead Project. Освен като китарист, WahTony се изявява и като басист и барабанист.
Наред с дейността си в различни музикални проекти WahTony се проявява като солов изпълнител. Участва във фестивали във Франция, Норвегия, Гърция и др. Когато през 2000 г. Ahead се пренасят в София, започват активна клубна дейност, записват първия си албум (2003) и четири видеоклипа към него. Фънки звученето става характерна черта на Ahead и неговите членове през следващите години.
След 2003 г. WahTony започва активно сътрудничество с формации и соло изпълнители като Белослава, Тони, Спенс, и др. Остава активен на клубната джаз сцена с триото High Time, включващо старите колеги от Ahead Николай Данев и Радослав Славчев. Започва редовно да се проявява и като диджей, откъдето се раждат идеите за ремикси за западни изпълнители и лейбъли.
През 2007 г. WahTony става част от фънки-хаус формацията TRI O FIVE. С тях издава 4 сингъла и видеклипове към тях, двоен албум „Travelling“, който включва 22 песни, разделени в два диска – „Day Break“ и „Night Out“. WahTony е автор на голяма част от композициите в албума. TRI O FIVE развиват активна концертна дейност за VIP публика (Вим Вендерс, Томи Хилфигър, Ева Херцигова, гостите на тенис турнира Monte Carlo Rolex Masters и др.) и на фестивали като Elevation, Аполония, Exit (Нови Сад).
Пътищата на WahTony за пореден път се пресичат с Николай Данев във фънки-джаз формацията Da New Generation (D.A.N.G.), ориентирана към концертни изяви.
През 2012 г. WahTony основава музикалния лейбъл Music Clinic Records. Първият продуцентски продукт е компилацията „Welcome to Bulgarian Music Clinic, vol. 1“, популяризирана с голям концерт с участието на всички изпълнители в албума. През същата година съпровожда басиста Пуджи Бел на концертите му в София и Варна, а съвместно със Спенс и High Time подгряват Public Enemy в столичната зала „Христо Ботев“. WahTony мастерира, миксира и продуцира дебютния албум „От плът и фънк“ на групата Southwick, организира съвместен концерт с група BlackStreet и участва в издаването на клипа към парчето им „Мисля те“.
През 2013 г. WahTony е сред основателите на експерименталната формация „Метаформоза“ заедно с Росен Захариев (тромпет, перкусии, кийборд), Мирослав Иванов (китара) и Николай Данев (барабани). Дебютният албум на формацията излиза през месец май. WahTony е и копродуцент на албума на Мирослав Иванов „Directions“.
През 2014 г. WahTony копродуцира албума на Brazzvilidj „Blow your brainzz out“ с видеоклип към сингъла „Heroic“, албума на Димитър Льолев „Rhodopology“, както и синглите „Петък до неделя“ на Куц и Клец с участието на Aya & 2Bone Giants (заедно с 2Bone Giants) и „Ebony“ на Александър Сано. Работи с Деси по парчетата „One of The Stars“ и „Love“.
През 2015 г. WahTony копродуцира албумите „Heartbeat“ на Мартен Роберто и Николай Данев и „One in spirit“ на Zafayah. Издава и продуцира дебютния албум на група Funkallero и записва съвместни концертни участия с реге изпълнителите JAHCOUSTIX и MELLOW MOOD.
През 2016 г. WahTony е продуцент на изпълнението „Не си за мен“ на Александър Славчев и Елена Кокорска. Заедно с Александър Сано композира песента „Бай Мангау 2“ за „Братя Мангасарян“, както и три песни за албума на Белослава „Красотата“ („Няма“, „Има ли ни още“ и „Мама“).
През 2017 г. WahTony участва в концерта на британския изпълнител Low Deep T в София, като също така записва китарните партии в новия му сингъл. Работи по дебютния албум на Радослав Славчев и първия диск на групата „High Time“, участва в два концерта на Мистерията на българските гласове, в изяви на Скилър, Лиса Джерард (Dead Can Dance).